# فیلتر هیدرولیک

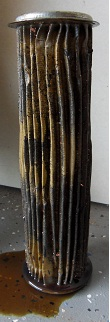
یک فیلتر کارکرده در سامانه هیدرولیک یک تراکتور

فیلتر هیدرولیک (به انگلیسی: Hydraulic Filter) که در خودرو معمولاً فیلتر روغن نامیده می‌شود، بخشی از یک سامانه هیدرولیک صنعتی است که وظیفه پاک‌نمودن سیال هیدرولیک از ذرات آلوده‌کننده را دارد تا سیال آلوده به سامانه آسیب نزند. فیلترهای هیدرولیک دارای اندازه‌های مختلفی هستند و بر اساس بزرگی توری‌های خود نامگذاری می‌شوند. فیلترها به سادگی قابل تعویض هستند.
قطعات داخلی موتور خودرو از قطعه‌های فلزی گوناگونی تشکیل شده است. قطعات فلزی خودرو بر اثر کارکرد و ایجاد اصطکاک با یکدیگر از خود ذرات و براده فلزی ریزی را بر جا می‌گذارند و به همراه آلودگیهای ناشی از احتراق موتور وارد روغن موتور و چرخه گردش روغن در موتور میشوند. روغن موتور خودرو برای اینکه این ذرات را از خود جدا و از سیکل چرخش روغن در موتور خارج کند. نیاز دارد تا یک فرایند روان سازی را دارا باشد.

زمان تعویض فیلتر روغن به شرایط کاری و زمان تعویض روغن بستگی دارد. عمدتا مکانیک‌های ماهر توصیه می‌کنند که با هر بار تعویض روغن، فیلتر روغن نیز تعویض شود. البته گاهی چراغ چک ماشین روشن می‌شود که بایستی فیلتر روغن را تعویض نمود. همچنین اگر ماشین در شرایط کاری سختی عمل می‌کند یا فشار زیادی بر روی موتور آن وارد می‌شود، بایستی فیلتر روغن آن زودتر از موعد مقرر تعویض گردد. فیلتر روغن قطعه‌ای نسبتا ارزان اما با کاربرد حساسی است که بایستی به سلامت آن دقت شود.

## یادکرد منابع
1. ↑  Parr, 72-73.
2. ↑  «قطعات خودرو 10 | رگلاژ» (به انگلیسی). reglazh - رگلاژ. ۱۳۹۷-۰۶-۰۴T12:00:18+00:00. بایگانی‌شده از اصلی در ۱۹ نوامبر ۲۰۱۸. دریافت‌شده در 2018-09-01. تاریخ وارد شده در |تاریخ= را بررسی کنید (کمک)
3. ↑  «How Often Do Oil Filters Need to Be Replaced? | YourMechanic Advice». www.yourmechanic.com (به انگلیسی). دریافت‌شده در ۲۰۲۱-۰۴-۰۵.